# Championnat de France féminin de handball 2002-2003
Navigation
Division 1F 2001-2002 Division 1F 2003-2004
Le championnat de France féminin de handball 2002-2003 est la cinquante-deuxième édition de cette compétition. Le championnat de Division 1 est le plus haut niveau du championnat de France de ce sport. Douze clubs participent à la compétition. 
À la fin de la saison, le Entente sportive bisontine féminin est désigné Champion de France devant le Handball Metz Métropole. Il s'agit du 4e titre de l'histoire de l'ES Besançon qui réalise un quadruplé inédit dans le handball français en remportant également la coupe de France, la coupe de la Ligue et la coupe d'Europe des vainqueurs de coupes.

## Clubs du Championnat
| Club                        | 2001-2002 |
| --------------------------- | --------- |
| HB Metz métropole           | 1er       |
| ES Besançon                 | 2e        |
| Cercle Dijon Bourgogne      | 3e        |
| Toulon Var Handball         | 4e        |
| Mérignac Handball           | 5e        |
| HBC Nîmes                   | 6e        |
| AS Bondy                    | 7e        |
| Issy-les-Moulineaux HBF     | 8e        |
| A.L. Bouillargues           | 9e        |
| ASUL Vaulx-en-Velin         | 10e       |
| Le Havre AC Handball        | 1er de D2 |
| Angoulême Charente handball | 2e de D2  |

## Classement final
Le classement final est :
|    | Équipe                  | Pts | J  | G  | N | P  | Bp  | Bc  | Diff |
| -- | ----------------------- | --- | -- | -- | - | -- | --- | --- | ---- |
| 1  | ES Besançon (F) (L)     | 65  | 22 | 21 | 1 | 0  | 668 | 491 | 177  |
| 2  | HB Metz métropole (T)   | 59  | 22 | 18 | 1 | 3  | 658 | 500 | 158  |
| 3  | Cercle Dijon Bourgogne  | 53  | 22 | 15 | 1 | 6  | 598 | 540 | 58   |
| 4  | Le Havre AC (P)         | 50  | 22 | 14 | 0 | 8  | 573 | 554 | 19   |
| 5  | Mérignac Handball       | 48  | 22 | 13 | 0 | 9  | 598 | 556 | 42   |
| 6  | HBC Nîmes               | 45  | 22 | 11 | 1 | 10 | 505 | 488 | 17   |
| 7  | A.L. Bouillargues       | 38  | 22 | 6  | 4 | 12 | 502 | 545 | -43  |
| 8  | Issy-les-Moulineaux HBF | 38  | 22 | 7  | 2 | 13 | 528 | 574 | -46  |
| 9  | Angoulême CH            | 35  | 22 | 5  | 3 | 14 | 536 | 594 | -58  |
| 10 | Toulon Var Handball     | 35  | 22 | 6  | 1 | 15 | 498 | 564 | -66  |
| 11 | ASUL Vaulx-en-Velin     | 34  | 22 | 5  | 2 | 15 | 470 | 619 | -149 |
| 12 | AS Bondy                | 28  | 22 | 2  | 2 | 18 | 504 | 613 | -109 |

|     | Champion, qualifié en Ligue des champions           |
|     | Qualifié en coupe d'Europe des vainqueurs de coupes |
|     | Qualifié en coupe de l'EHF                          |
|     | Qualifié en coupe Challenge                         |
|     | (Rel) Relégué en Division 2                         |
| (T) | Tenant du titre 2002                                |
| (P) | Promu 2002                                          |
| (F) | Vainqueur de la Coupe de France                     |
| (L) | Vainqueur de la Coupe de la Ligue                   |

## Statistiques et récompenses

### Meilleures buteuses
Les meilleures buteuses sont :
| Rang | Joueuse                    | Club         | Buts |
| ---- | -------------------------- | ------------ | ---- |
| 1    | Marcelina Kiala            | Dijon        | 155  |
| 2    | Tzvetelina Demirev         | Bondy        | 139  |
| 3    | Viorica Mincan             | Havre        | 138  |
| 4    | Marion Vialatte            | Lyon         | 134  |
|      | Mélinda Jacques-Szabo      | Metz         | 134  |
| 6    | Alimata Dosso              | Angoulême    | 130  |
| 7    | Sylvia Leperlier           | Bouillargues | 117  |
| 8    | Noumia Zitiou              | Mérignac     | 113  |
| 9    | Carmen Amariei             | Besançon     | 109  |
|      | Ilda Bengue                | Dijon        | 109  |
| 11   | Nathalie Macra             | Nîmes        | 107  |
| 12   | Chantal Okoye              | Havre        | 106  |
| 13   | Christelle Joseph-Mathieu  | Issy         | 104  |
| 14   | Sabrina Legenty            | Merignac     | 100  |
| 15   | Marinela Necula            | Issy         | 96   |
| 16   | Miléna Murat               | Bouillargues | 92   |
|      | Myriam Korfanty            | Mérignac     | 92   |
| 18   | Cécile Le Goff             | Toulon       | 88   |
| 19   | Véronique Pecqueux-Rolland | Besançon     | 85   |
| .    | Isabelle Cendier           | Metz         | 85   |

Les meilleures gardiennes de buts sont :
| Rang | Joueuse               | Club     | Arrêts |
| ---- | --------------------- | -------- | ------ |
| 1    | Alexandra Hector      | Bondy    | 268    |
| 2    | Valérie Nicolas       | Besançon | 245    |
| 3    | Joanne Dudziak        | Nîmes    | 187    |
| 4    | Elisabeta Rosu        | Nîmes    | 186    |
| 5    | Ionica Munteanu       | Havre    | 184    |
| 6    | Laure Berdegay        | Toulon   | 183    |
| 7    | Stella Joseph-Mathieu | Issy     | 180    |
| 8    | Linda Pradel          | Havre    | 174    |
| 9    | Justina Lopès-Praça   | Metz     | 172    |
| 10   | Marion Callavé        | Mérignac | 170    |

## Effectif du champion
L'effectif de l'Entente sportive Besançon féminin pour le championnat était composé de :
- Carmen Amariei
- Svetlana Antić
- Adeline Bournez
- Alexandra Castioni
- Émilie Chevalier
- Sandrine Delerce
- Lydie Dornier
- Sandrine Dumont
- Stéphanie Fiossonangaye
- Sophie Herbrecht
- Vanessa Leclerc (GB)
- Pascaline Mariot
- Valérie Nicolas (GB)
- Véronique Pecqueux-Rolland
- Myriame Saïd Mohamed
- Anamaria Grozav-Stecz
- Raphaëlle Tervel

Entraîneur
- Christophe Maréchal